# Prîvillea, Krînîcikî
Prîvillea (în ucraineană Привілля) este un sat în comuna Katerînopil din raionul Krînîcikî, regiunea Dnipropetrovsk, Ucraina.

## Demografie
Componența lingvistică a localității Prîvillea
     Ucraineană (85,71%)
     Rusă (14,29%)
Conform recensământului din 2001, majoritatea populației localității Prîvillea era vorbitoare de ucraineană (85,71%), existând în minoritate și vorbitori de rusă (14,29%).